# بيلدكس
بيلدكس - المعرض الدولي للبناء، تنظمه المجموعة العربية للمعارض والمؤتمرات، بدأ في سنته الأولى في بيروت تحت اسم معرض البناء وآفاق المستقبل - بيلدكس، ثم انتقل إلى دمشق، ويعتبر من أقدم المعارض المتخصصة في البناء في الشرق الأوسط وشمال أفريقيا والمنطقة بشكل عام.
كما أسست الشركة المنظمة موقع تفاعلي متخصص بالبناء كان الأول من نوعه باللغة العربية (بيلدكس أون لاين) واحتوى الموقع على أخبار شركات البناء والاقتصاد كما ضم منتدى تفاعلي للتشارك في الآراء بين المهندسين والمختصين في قطاع البناء.
بيلدكس 2010  بالأرقام:

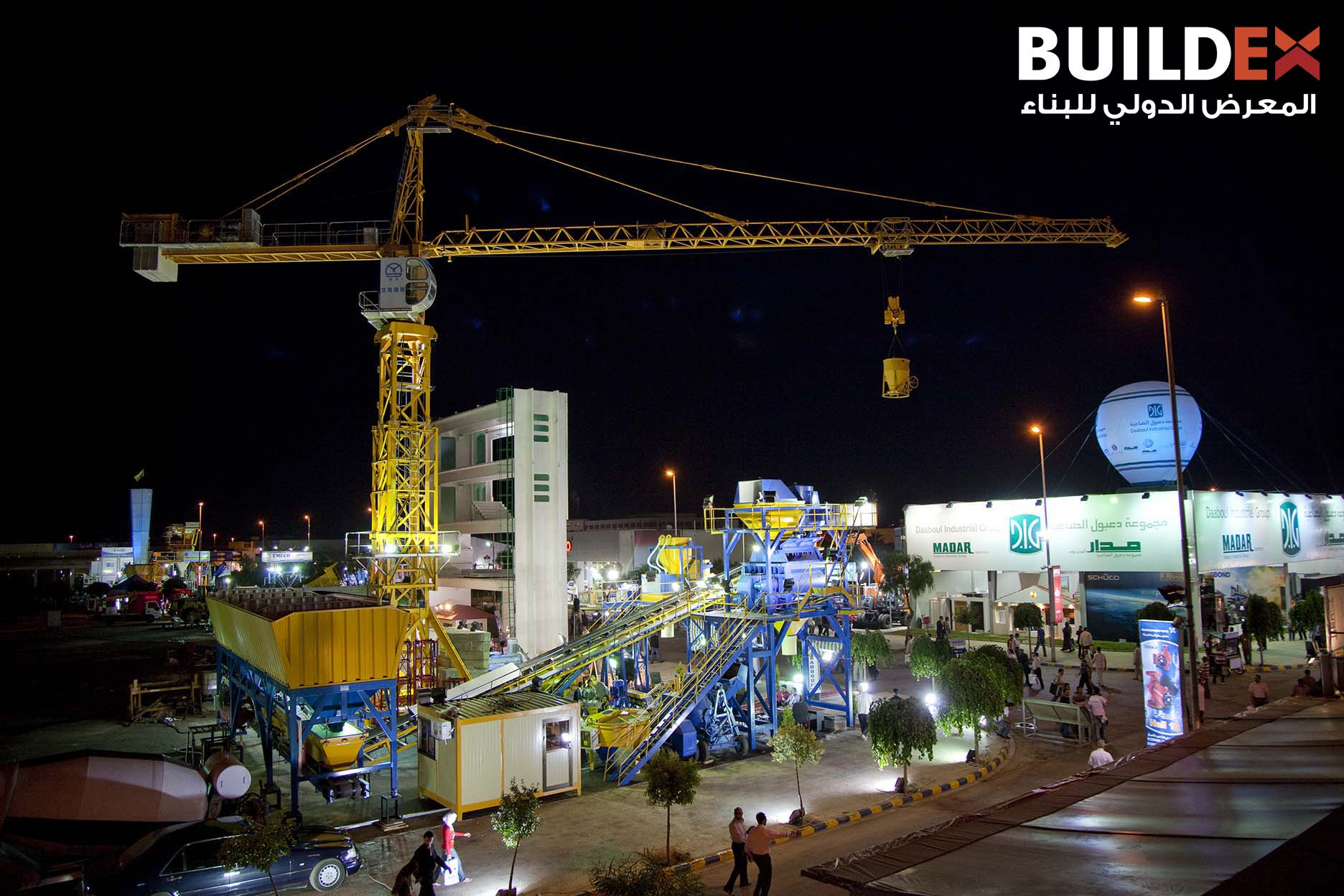
مساحة خارجية في المعرض الدولي للبناء - BUILDEX

·      مساحة عرض إجمالية تجاوزت 150000 متر مربع.
·      759 عارض يمثلون 2188 ماركة وعلامة تجارية.
·      عدد الدول المشاركة 57 دولة عربية وأجنبية.
·      شاركت إيطاليا رسمياً في بيلدكس 2010 ممثلة بـ 20 شركة إيطالية تعمل في مجال المقاولات والإنشاءات، بالإضافة إلى 30 شركة أخرى حاضرة عبر وكلاء سوريين.
·      شارك مجلس تنمية التجارة الخارجية في تايوان (TAITRA) رسمياً ولأول مرة في بيلدكس 2010 ممثلاً بالمركز التجاري التايواني بمشاركة 18 شركة تايوانية رائدة في قطاع البناء ومستلزماته.
القطاعات والصناعات المشاركة في بيلدكس:
1-      البناء والإنشاءات والمقاولات
-       المعدات الهندسية
-       المنشآت المعدنية والأبنية مسبقة الصنع
-       الأدراج المتحركة والمصاعد
-       أجهزة المساحة والقياس
-       العدد والتجهيزات
-       كيماويات البناء
-       معدات الأمان والسلامة المهنية
-       المقاولات
2-      الآليات والمعدات الثقيلة
3-      الحجر والرخام
-       منتجات الرخام والحجر الطبيعي
-       الآلات والمعدات
-       مواد صناعة الحجر والرخام
4-     الحمامات والسيراميك والصحية
-       المواد والتجهيزات الصحية
-       أطقم الحمامات
-       الخلاطات والحنفيات
-       سيراميك الجدران والأرضيات 
5-     الواجهات والإكساء الداخلي والخارجي
-       الواجهات
-       الأبواب والنوافذ والأباجورات
-       الزجاج
-       الأسقف المستعارة والأرضيات
-       ألواح الساندويش بانل
-       مواد الديكور
6-     المطابخ
-       خزائن ودرف المطابخ
-       إكسسوارات المطابخ
-       مجالي الغرانيت والرخام
-       مجالي الستانلس
7-     المفروشات والديكور الداخلي
8-     الدهانات والتشطيبات
9-      مواد العزل
10-    تقنيات المياه
11-    الكهرباء والطاقة
-       التجهيزات و المعدات الكهربائية
-       لوحات التحكم
-       أنظمة و تجهيزات الإنارة
-       مولدات الطاقة الكهربائية
-       مصادر الطاقة المتجددة
-       أنظمة الإنذار والأمن 
12-   تجهيزات الحدائق ومستلزمات المسابح
13-   الاستدامة البيئية
-       الأبنية الخضراء
-       ترشيد استهلاك الطاقة والموارد
-       معالجة النفايات
-       إعادة التدوير
·       المواد الأولية
-       الأخشاب
-       البلاستيك
-       المعادن
14-   الخدمات
-       الاستثمار والتطوير العقاري
-       المكاتب والخدمات الهندسية
-       الهيئات الرسمية  والتجارية و الجهات الخدمية
-       الصحافة وخدمات النشر

## وصلات خارجية
- الموقع الرسمي.